# Table des caractères Unicode (40000-40FFF)
Cette page contient des caractères spéciaux ou non latins. S’ils s’affichent mal (▯, ?, etc.), consultez la page d’aide Unicode.
Cette page décrit la liste des caractères Unicode codés de U+40000 à U+40FFF en hexadécimal (262 144 à 266 239 en décimal).

## Sous-ensembles
Cette portion n'est pas encore attribuée.
La liste suivante montre les sous-ensembles spécifiques de cette portion d’Unicode.
| Bloc Unicode            | Points de code | Points de code | Décimal | Décimal |
| Bloc Unicode            | Début          | Fin            | Début   | Fin     |
| ----------------------- | -------------- | -------------- | ------- | ------- |
| (Réservé)               | U+40000        | U+4FFFD        | 262 144 | 327 677 |
| Spécial (fin de plan 4) | U+4FFFE        | U+4FFFF        | 327 678 | 327 679 |

## Liste

### Caractères U+40000 à U+4FFFF(réservés)
| en fr               | 0 | 1 | 2 | 3 | 4 | 5 | 6 | 7 | 8 | 9 | A | B | C | D | E | F |
| ------------------- | - | - | - | - | - | - | - | - | - | - | - | - | - | - | - | - |
| U+40000 ... U+4FFE0 |   |   |   |   |   |   |   |   |   |   |   |   |   |   |   |   |
| U+4FFF0             |   |   |   |   |   |   |   |   |   |   |   |   |   |   |   |   |